# Feux de croisement
Les feux de croisement (appelés communément en France « codes » ou au Québec « basses ») sont des dispositifs d'éclairage utilisés sur les véhicules automobiles, aidant à la conduite de ces véhicules la nuit et en cas de luminosité faible, tout en étant correctement visible, sans éblouir les autres usagers de la route qui arrivent en sens inverse.
Les feux de croisement sont complémentaires des feux de route. Les deux termes désignent alors deux modes de fonctionnement des phares.
La puissance électrique des ampoules, autrefois de 40 watts avec les lampes type « code européen », est maintenant de 55 W avec les lampes à iode H1, H4 ou H7[Où ?].  

Allure du faisceau des phares en position « croisement » ou « code ».

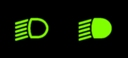
Pictogrammes s'affichant sur le tableau de bord.

## Historique
En 1967, les DS sont équipées de la correction d'assiette pour les feux de croisement.
En 1968, la distance d'éclairage comprise entre 30 et 50 mètres semblait trop courte pour pouvoir sauvegarder de nombreux piétons nocturnes. À la même époque a été considérée la possibilité de régler la hauteur des phares en fonction de la charge du véhicule.
En 1971 est réalisée la première lampe halogène à deux filaments : un pour les feux de croisement et l'autre pour les feux de route.
En 2005, sur BMW apparaissent les assistants pleins phares qui produisent un retour automatique en feux de croisement.

## Réglementations

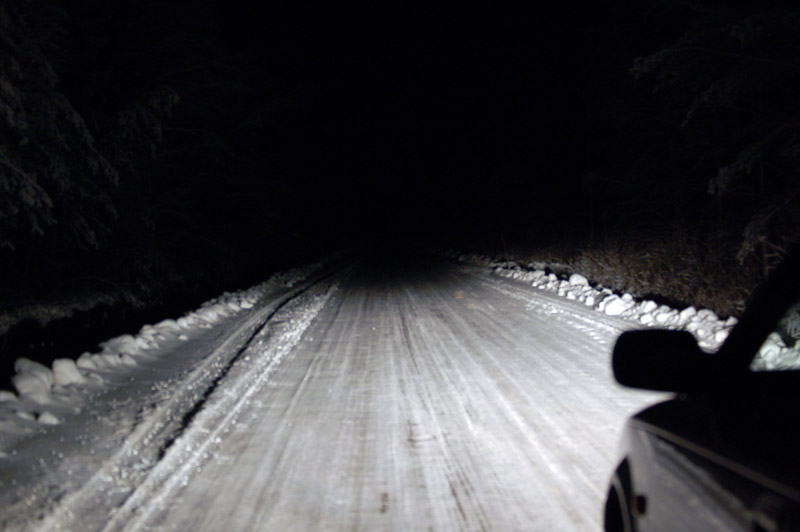
Feux de croisement ECE

En Europe, les feux de croisement doivent être situés à une hauteur comprise entre 500 et 1 200 mm du sol.
En France, le code de la route en 2008 prévoit que les feux de croisement doivent au moins éclairer efficacement sur une distance minimale de 30 mètres sans éblouir les autres conducteurs, par temps clair, la nuit (Article R313-3). 
Depuis 2016, la loi prévoit que ce dispositif d'éclairage peut être complété d'un système d'éclairage avant adaptatif (Article R313-3-2) et que des feux de circulation diurne permettent de rendre le véhicule plus visible de jour (Article Article R313-4-1).
Les États-Unis appliquent un standard local, le Federal Motor Vehicle Safety Standard 108.
Au Québec, les feux de croisement (les « basses ») ont une portée de 45 mètres à 70 ou 75 mètres.
Plus récemment, certains véhicules sont dotés de technologies qui basculent automatiquement l'éclairage de feux de route en feu de croisement à la détections de véhicules motorisés croisés, mais sans tenir compte des autres usagers comme les cyclistes.

## Feux de croisement de jour
L'usage des feux de croisement de jour est obligatoire, entre autres, dans les pays suivants (liste non exhaustive) : Autriche, Bulgarie (du 1er novembre au 1er mars), Canada, Chypre, Croatie, Danemark, Estonie, Finlande, Hongrie,  Islande, Italie, Lettonie, Lituanie, Macédoine, Moldavie, Monténégro, Norvège, Pologne, République tchèque, Serbie, Slovénie, Suède, et en Suisse. Il est recommandé notamment en Allemagne et France.